# فاسيلييفو (تاتارستان)
فاسيلييفو (بالروسية: Васильево) هي مدينة في جمهورية تتارستان في روسيا.
يبلغ عدد سكانها حوالي 16703 نسمة.